# Yakubu Gowon
 Yakubu "Jack" Dan-Yumma Gowon (nascut 19 octubre 1934) fou el cap d'estat (Cap del Govern Militar Federal) de Nigèria de 1966 a 1975. Va agafar poder després d'un cop d'estat militar i fou derrocat en un altre. Durant el seu govern, el govern nigerià va impedir que Biafra es mantingués independent combatent contra els igbos de 1967 a 1970 en l'anomenada Guerra civil nigeriana.

## Estudis de Gowon
- Universitari de Warwick (1983)
- Reial Acadèmia Militar de Sandhurst (1955 – 1956)
- Staff College, Camberley

## Vida primerenca
Gowon pertany a l'ètnia dels ngas (anga) nascut a Lur, un poble petit a la moderna Àrea de Govern Local de Kanke a l''Estat de Plateau. Els seus pares, Nde Yohanna i Matwok Kurnyang, van marxar a Wusasa, Zaria com a missioners de la Church Missionary Society (CMS) en els primers anys de la vida de Gowon. El seu pare va agafar orgull en el fet que es va casar el mateix dia que l'aleshores futura reina mare Elizabeth es va casar amb el futur rei Jordi VI. Gowon era el cinquè d'onze fills. Va créixer a Zaria i va tenir la seva vida i educació allà. Com escolar Gowon va provar ser un molt bon atleta: va jugar al futbol escolar de porter, va fer salt de perxa, i fou corredor de distància llarga. Va trencar el rècord escolar de la milla en el seu primer any. Fou també el capità de l'equip de boxa.

## Carrera militar i política
Yakubu Gowones va unir a l'exèrcit nigerià el 1954, rebent la graduació com a subtinent (2n tinent) el 19 d'octubre de 1955, el seu 21è aniversari.
També va assistir a la Reial Acadèmia Militar de Sandhurst, Regne Unit (1955–56), Staff College, Camberley, Regne Unit (1962) així com a laJoint Staff College, Latimer, 1965. Va entrar en acció al Congo (Zaire) com a part de la força de pau de les Nacions Unides, el 1960–61 i el 1963. Va ascendir a comandant de batalló el 1966, quan era tinent coronel.
Fins aquell any Gowon fou estrictament un soldat de carrera sense implicació en política, fins als tumultuosos esdeveniments de l'any 1966 quan es va veure empès a un protagonisme, quan la seva condició de nordista que no era ni haussa ni fulani ni musulmà el feia una elecció particularment segura per dirigir una nació la població de la qual enfrontava una forta tensió ètnica.
El gener de 1966 esdevingué el cap d'estat major més jove de Nigèria a l'edat de 31, perquè un cop d'estat militar per un grup de militars liderats per Chukwuma Kaduna Nzeogwu que pretenia l'enderrocament del govern de civil de Nigèria va matar diversos militars d'alt rang. En el curs d'aquest cop, majoritàriament dirigents del nord i occidentals van morir a mans dels colpistes, incloent Sir Abubakar Tafawa Balewa, el primer ministre de Nigèria; Sir Ahmadu Bello, Sardauna de Sokoto i Primer ministre de la Regió del Nord de Nigèria; i Samuel Akintola, Primer ministre de la Regió Occidental, Tinent Coronel Arthur Unegbe i uns quants més. El llavors tinent coronel Gowon va retornar del seu curs al Joint Staff College, Latimer, Regne Unit, dos dies abans del cop – una arribada tardana que possiblement el va deixar fora de la llista d'objectius colpistes. El fracàs del cop i el posterior del Major General Johnson Aguiyi-Ironsi (qui fou nomenat cap d'estat el gener de 1966 després del fracàs del cop, i va nomenar Gowon com a cap d'estat major) va portar a diverses demandes del Nord per la persecució dels colpistes. Cal dir que el cop havia tingut considerable suport en la regió Oriental de Nigèria i a Lagos així com a la premsa esquerrana de Lagos i Ibadan.
Llavors va venir el famós decret 34 d'Ironsi el qual va dictar l'abolició del sistema federal de govern a favor d'un estat unitari, una posició que per molt de temps havia estat patrocinada per alguns meridionals -especialment per una secció important dels igbos i el seu partit hegemònic el National Council of Nigeria and the Cameroons (NCNC). Això fou potser erròniament interpretat pels nordistes com un intent d'agafar el poder pels sudistes (particularment els ibos o igbos) i el control de totes les palanques de poder al país. Els del Nord estaven molt enrere de la regió Occidental i la regió Oriental en termes d'educació a causa del seu sistema religiós que no acceptava l'educació occidental, mentre els igbos orientals van estar presents des de primera hora al servei civil federal.
La intenció original de Murtala Mohammed i els seus companys conspiradors del juliol de 1966 sembla que fou establir la secessió de la regió del Nord de Nigèria, però foren subsegüentment dissuadits dels seus plans per diversos consellers, entre els quals un nombre d'alts funcionaris, funcionaris i jutges, i de manera important per emissaris dels governs britànic i americà que tenien interessos en la política nigeriana. Els militars joves llavors van decidir nomenar al tinent coronel Gowon, qui aparentment no havia estat activament implicat en esdeveniments fins a aquell punt, com a cap d'estat nigerià. Al ascendir al poder Gowon va revertir l'abrogació del principi federal que havia fet Ironsi.

## La guerra de Biafra
En anticipació a la secessió oriental, Gowon es va moure de pressa per debilitar la base de suport de la regió al decretar la creació de dotze estats nous per reemplaçar les quatre regions que existien en aquell moment. Sis d'aquests estats contenien grups minoritaris que havien reclamat la creació del seu estat des dels anys 1950. Gowon correctament va calcular que les minories orientals no donarien actiu suport als igbos, donada la perspectiva de tenir els seus estats propis si l'esforç de secessió era derrotat. Moltes de les tropes federals que van lluitar a la guerra civil, coneguda com a Guerra de Biafra, eren membres de grups minoritaris.
La guerra va durar trenta mesos i va acabar el gener de 1970. Gowon va acceptar el incondicional alto el foc de Biafra i va declarar que no hi hauria ni vencedors ni vençuts. En aquest esperit, els anys que van seguir van ser un període de rehabilitació, reconstrucció, i reconciliació. El boom del preu del petroli que va començar arran de l'alça del preu del cru (els ingressos més importants del país) en el mercat mundial el 1973, va augmentar la capacitat del govern federal d'emprendre aquestes tasques.

## Causes de la guerra de Biafra
Després del cop d'estat a Nigèria de juliol de 1966 es van produir matances contres més de 50,000 orientals que vivien a la Regió del Nord. Centenars de militars orientals van ser assassinats durant la revolta i al nord el comandants de les tropes van perdre el seu control dels seus soldats o van encoratjar activament la violència contra civils igbos, i no va passar molt de temps que hi participaven tota le gent del Nord. Desenes de milers d'igbos van ser morts per gent del Nord. La persecució va precipitar la fugida de més d'un milió d'igbos cap a les terres ancestrals a Nigèria oriental. El tinent coronel Chukwuemeka Odumegwu Ojukwu, governador militar de la regió Oriental de Nigèria que no va permetre els intents de soldats del Nord estacionats a la seva regió de reproduir les massacres de militars igbos, va argumentar que si les vides dels igbos no podien ser conservades per l'estat nigerià, llavors els igbos es reservaven el dret d'establir un estat propi en el qual els seus drets serien respectats.
Va sorgir tensió entre la regió Oriental i el govern federal controlat pel nord i dirigit per Gowon. El 4–5 de gener de 1967, en línia amb la petició d'Ojukwu de trobar-se per converses en terre neutral, es va celebrar a Aburi (Ghana) una cimera a la que van assistir Gowon, Ojukwu i altres membres del Consell Militar Suprem, el propòsit declarat del qual era resoldre tots els conflictes excepcionals i establir Nigèria com a confederació de regions. El resultat d'aquesta cimera fou l'acord d'Aburi.
L'Acord d'Aburi no va veure mai la llum, ja que el govern de Gowon va tenir en consideració els enormes ingressos previsibles pel petroli que augmentarien segur atès que grans reserves havien estat descobertes a l'àrea a mitjan anys 1960. Es va dir, sense confirmació, que Gowon i Ojukwu van tenir coneixement de les reserves de petroli enormes a l'àrea del Delta del Níger (avui han crescut fins a ser el puntal de l'economia nigeriana).
En un moviment per comprovar la influència del govern d'Ojukwu a l'Est, Gowon va anunciar el 5 de maig de 1967 la divisió de les 3 regions nigerianes en 12 estats: Estat Nord-occidental, Estat Nord-oriental, Estat de Kano, Estat de Kaduna o Nord-central, Benue-Plateau, estat de Kwara, Western (Estat Occidental), Estat de Lagos, Estat Mid-Western, i, a la regió Oriental l'Estat de Rivers, Estat Sud-oriental o Cross River, i Estat Centre-oriental. El del Sud-oriental i el de Rivers eren estats no igbos i tenien les principals reserves d'oli i l'accés al mar, i es segregaven de fet per aïllar les àrees igbos de l'estat Centre-oriental (o Oriental-central).
Un aspecte polèmic d'aquest moviment de Gowon fou l'annexió de Port Harcourt, una ciutat gran al Delta del Níger, al sud de Nigèria (poblat per Ikwerres i Ijaws), situat damunt d'algunes de les reserves més grans de Nigèria, a l'Estat de Rivers, afectant la població igbo de comerciants establerta allà. La fugida de molts d'ells cap als seus pobles al país Igbo (Igboland) a Nigèria Oriental on se sentien més segurs va ser al·legat com una contradicció de la política de Gowon de "cap vencedor, cap vençut", quan al final de la guerra, les propietats que van deixar darrere va ser reclamades per l'estat de Rivers.
Les ètnies minoritàries de la Regió Oriental eren poc favorables sobre la perspectiva de secessió, mentre signifiqués viure en el que sentien que seria un nació dominada pels igbos. Alguns no-igbos que vivien a la Regió Oriental tampoc van oferir suport actiu a la lluita de Biafra, però tampoc van ajudar activament al costat federal enllistant-se a l'exèrcit nigerià o donant informació sobre les activitats militars de Biafra.
Tanmateix, alguns van jugar funcions actives en el govern de Biafra, amb N.U. Akpan servint com a Secretari al Govern, el tinent Coronel (Més tardà Major-General) Philip Effiong, servint com a Cap d'estat Major de Biafra i altres com els Caps Bassey i Graham-Douglas que van servir en altres funcions significatives.

## Primer Cop
Les raons immediates pel primer-cop de gener de 1966 concernien a la desil·lusió nacional amb els corruptes i autocomplaents polítics, així com amb la seva incapacitat per mantenir llei i ordre i garantir la seguretat de vides i propietats. Durant les etapes inicials, Nzeogwu i els seus col·laboradors foren aclamats com herois nacionals. Però el patró dels assassinats en el cop els va donar un aspecte partidista: entre els morts el primer ministre i els militars d'alt rang del nord i el primer ministre de la Regió Occidental, aliat del Northern People's Congress, el partit del nord. Només un militar igbo va perdre la seva vida.

## Gowon dirigent de guerra
El 30 de maig de 1967, Ojukwu va respondre a Gowon anunciant la secessió formal de la Regió Oriental, la qual seria anomenada República de Biafra. Això va provocar una guerra que duraria uns 30 mesos, i va causar la morts de més de 100.000 soldats i per damunt d'un milió de civils, la majoria dels darrers van morir d'inanició pel bloqueig imposat pels federals de Nigèria. La guerra va veure una expansió massiva de l'exèrcit nigerià en mida i un augment costerut en la seva sofisticació tècnica, mentre la Força de l'Aire nigeriana va sorgir essencialment en el curs del conflicte. Tanmateix, la controvèrsia significativa ha envoltat les operacions de les Forces Aeres nigerianes, ja que diversos residents de Biafra, incloent treballadors de Creu Roja, missioners estrangers i periodistes, va acusar la Força Aèria Nigeriana d'apuntar poblacions civils, centres de refugiats i mercats. Gowon va negar-ho tot, juntament amb reclamacions que el seu exèrcit va cometre atrocitats com estupre, execucions massives de poblacions de civils i extens saqueig en les àrees ocupades; tanmateix, un dels seus comandants, Benjamin Adekunle sembla donar algun credibilitat a aquestes reclamacions en el seu llibre, al disculpar-los com desafortunats subproductes de la guerra.
Les víctimes de les bombes de la Força Aèria, i els qui van morir de fam durant el bloqueig, va ser portats un altre cop a consideració popular el 2014 quan Gowon va ser declarat el desè dictador més letal d'història moderna en una meme d'internet que va ser iniciada pel viral meme hosting website imgur i es va fer viral a internet. Gowon sempre va negar els càrrecs de ser un dictador violent.
El final de la guerra va venir aproximadament el 13 de gener de 1970, amb el Coronel Olusegun Obasanjo acceptant la rendició de les forces de Biafra. L'endemà Obasanjo va anunciar la situació en l'antiga radio dels patriotes biafrenys, Radio Biafra Enugu. Gowon subsegüentment va radiar el seu famós discurs "cap vencedor, cap vençut" discurs, i el va seguir amb una amnistia per la majoria dels qui havien participat en la revolució de Biafra, així com un programa de "Reconciliació, Reconstrucció, i Rehabilitació", per reparar el dany extens fet a l'economia i infraestructura de la Regió Oriental durant els anys de guerra. Malauradament, alguns d'aquests esforços mai van sortir del tauler de dibuix. A més d'això la política de l'administració de Gowon fou donar 20 lliures als Biafrenys que van tenir un compte bancari a Nigèria abans de la guerra, indiferentment dels dinersqie hi havien tingut (i que havien estat confiscats), cosa que va ser criticada per cooperants estrangers i treballadors locals, ja que això va portar a saquejos i robatoris a gran escala a les antigues àrees de Biafra després de la guerra.

## Els anys després de la guerra
Els anys que van seguir la guerra van veure créixer a Nigèria a causa del petroli que també va comportar un gran augment de l'activitat del govern federal en augmentar ingressos. Malauradament, tanmateix, aquest període també va veure un augment ràpid de la corrupció, majoritàriament suborns, per oficials del govern federal; i tot i que el cap d'estat, Gowon, mai va ser trobat còmplice en les pràctiques corruptes, fou sovint acusat de girar la vista a les activitats del seu personal.

## Decret d'Indigenització
Una altra decisió feta per Gowon al cim del boom del petroli va tenir algunes repercussions negatives per a l'economia nigeriana en anys més tardans, tot i que els seus efectes immediats eren difícilment noticiables – el seu decret d'indigenització de 1972, el qual va declarar molts sectors de l'economia nigeriana fora de l'abast de la inversió estrangera, descartant altra cosa que una participació minoritària per estrangers en diverses altres àrees. Això va proporcionar alts beneficis a diversos nigerians ben connectats, però es va provar altament perjudicial per la no-inversió en petroli dins l'economia nigeriana.

## Derrocament
L'1 d'octubre de 1974, en contradicció flagrant a les seves promeses anteriors, Gowon va declarar que Nigèria no estaria a punt per al govern civil el 1976, i va anunciar que la data de l'entrega del poder quedava ajornada indefinidament. A més, a causa del creixement de la burocràcia, hi hi havia al·legacions d'augment de la corrupció. La riquesa creixent del país va resultar en l'emissió de falses de llicències d'importació. Hi havia històries sobre tones de pedres i de sorra importades al país, i el General Gowon dient a un reporter estranger que "l'únic problema de Nigèria és com gastar els diners que té."
La corrupció de l'administració de Gowon culminava en el cas del ciment armat a l'estiu de 1975, quan el port de Lagos esdevenia saturat amb centenars de vaixells intentant descarregar ciment. D'alguna manera, els agents del govern nigerià havien signat contractes amb 68 proveïdors internacionals diferents pel lliurament d'un total de 20 milions de tones de ciment en un any a Lagos, fins i tot encara que el seu port només podria acceptar un milió de tones de càrrega per any. Fins i tot pitjor, els contractes mal redactats sobre el ciment van incloure clàusules d'estància
 altament favorables als proveïdors, significant que la factura començava a pujar si els vaixells estaven al port esperant per descarregar (o fins i tot si esperaven en els seus ports d'origen esperant el permís per salpar a Nigèria). El govern nigerià no va entendre plenament la magnitud de la seva equivocació fins que el port de Lagos estava tan encallat que els subministraments bàsics no podrien arribar per allí. Però llavors era massa tard. Els seus intents de repudiar els contractes de ciment i imposar un embargament d'emergència damunt tot els vaixells entrants va posar al país en litigi a tot del món durant molts anys, incloent una decisió (1983) del Tribunal Suprem dels Estats Units.
Aquests escàndols van provocar un disgust seriós dins de l'exèrcit. El 29 de juliol de 1975, mentre Gowon assistia a una cimera d'OAU a Kampala, un grup de militars dirigits pel Coronel Joe Nanven Garba va anunciar el seu enderrocament. Els colpistes van nomenar al Brigadier Murtala Muhammad com a cap del nou govern nou, i al Brigadier Olusegun Obasanjo com el seu ajudant.

## Vida posterior
Gowon subsegüentment va anar a l'exili al Regne Unit, on va adquirir un doctorat en ciència política com a estudiant a la Universitat de Warwick. La seva residència britànica principal és en el límit entre el nord de Londres i Hertfordshire, on ha esdevingut part de la comunitat anglesa en la seva àrea. Va servir un terme com Churchwarden en la seva església parroquial, St Mary the Virgin, a Monken Hadley.
El febrer de 1976, Gowon fou implicat en el cop d'estat dirigit pel tinent Coronel Buka Suka Dimka, del que va resultar la mort del General Murtala Mohammed. Segons la "confessió" de Dimka, es va trobar amb Gowon a Londres, i va obtenir el seu suport pel cop. A més a més, Dimka va esmentar abans de la seva execució que el propòsit del cop d'estat era a reinstal·lar Gowon com a cap d'estat. Arran del cop les investigacions del tribunal van portar a descobriments i Gowon va ser declarar biscat pel govern nigerià, i se'l va privar de la seva posició in absentia i la seva pensió fou suprimida però finalment fou perdonat (juntament amb el expresident de Biafra, Emeka Ojukwu) durant la Segona República sota el President Shehu Shagari. El rang de Gowon (de general) no va ser restaurat fins al 1987 pel general Ibrahim Babangida.
Va retornar a Nigèria el 1983, i en els anys 1990 va formar un grup religiós, Nigèria Prega. Encara basat en el Regne Unit, el General Gowon avui serveix com un 'vell estadista' entre polítics africans, operant (per exemple) com un observador oficial a les eleccions de Ghana del 2008.
A més Gowon està també implicat en el Programa d'Erradicació del Cuc de Guinea així com el Programa de VIH amb el Global Found of Geneva. Gowon va fundar la seva organització pròpia el 1992 anomenada Yakubu Gowon Centre. L'organització es diu que treballa en assumptes a Nigèria com bona governança així com control de malalties contagiosa incloent-hi VIH (SIDA), cuc de guinea i malària.